# Lincoln (piłkarz)
Lincoln, właśc. Cássio de Souza Soares (ur. 22 stycznia 1979 w Sao Bras do Suacui) – brazylijski piłkarz, grający na pozycji ofensywnego pomocnika. Występował w barwach w 1. FC Kaiserslautern i Atlético Mineiro. Do lata 2007 roku grał w niemieckim klubie FC Schalke 04, a następnie podpisał kontrakt z tureckim Galatasaray SK. Od 2012 roku gra w Cotiriba Foot Ball Club.

## Sukcesy zawodnicze

### Schalke Gelsenkirchen
- Puchar Niemiec: 2005
- Puchar Intertoto: 2004

### Galatasaray SK (piłka nożna)|Galatasaray SK
- Mistrz Turcji: 2008
- Superpuchar Turcji: 2008

### Cotiriba
- Campeonato Paranaense: 2012, 2013

### Indywidualne
- Piłkarz miesiąca w Bundeslidze: listopad 2004
- Piłkarz sezonu w FC Schalke 04: 2005